# Beperkingen
Beperkingen zijn in het strafrecht beperkende maatregelen die aan een verdachte opgelegd kunnen worden tijdens voorlopige hechtenis.

## Inhoudelijk
De beperkende maatregelen kunnen onder meer bestaan uit:
- Mediaverbod (de verdachte mag geen TV kijken, krant lezen, of radio luisteren);
- Telefoonverbod (de verdachte mag geen telefonische contacten hebben, behalve met zijn advocaat, of met justitie);
- Algeheel contactverbod (de verdachte mag geen contact hebben met mede-gedetineerden (gevangenen), en moet dus gescheiden van iedereen eten, luchten en sporten).

Wanneer er beperkingen zijn opgelegd aan een verdachte wordt de inkomende en uitgaande post van de verdachte altijd gecensureerd door de autoriteit (bijvoorbeeld de rechter-commissaris of de officier van justitie) die het bevel beperkingen heeft gegeven.

## Doel van de beperkingen
Het opleggen van beperkingen moet volgens de wet altijd als doel hebben dat de verdachte het onderzoek niet kan frustreren (tegenwerken). Beperkingen (kunnen) worden opgelegd wanneer er aanwijzingen zijn dat:
- de verdachte via mede-gedetineerden, of telefonisch contact zal opnemen met mede-verdachten die nog niet zijn aangehouden;
- de verdachte de getuigen zal bedreigen om bijvoorbeeld geen, of een niet op waarheid berustende verklaring af te leggen.

## Wettelijke vereisten
In beginsel is de officier van justitie gerechtigd om beperkingen aan een verdachte op te leggen, maar op het moment dat er een gerechtelijk vooronderzoek loopt, moet de officier van justitie een vordering (verzoek) tot het opleggen van beperkingen aan de rechter-commissaris doen. 
Op het moment dat het onderzoek klaar is, of zover gevorderd dat er geen sprake meer van kan zijn dat de verdachte dit onderzoek kan frustreren, moeten volgens de wetgever de beperkingen zo spoedig mogelijk worden opgeheven.